# جورج بينيت
جورج بينيت (بالإنجليزية: George Bennett)‏ (و. 1990 – م) هو راكب دراجة هوائية، من نيوزيلندا، ولد في نيلسون (مدينة)، شارك في طواف إسبانيا، وطواف إسبانيا 2014، وركوب الدراجات في الألعاب الأولمبية الصيفية 2016.

## سباقات أو مراحل فاز بها
| التاريخ        | السباق                                                      | المركز                                            |
| -------------- | ----------------------------------------------------------- | ------------------------------------------------- |
| 01 يناير 2011  | طواف أوقيانوسيا للدراجات 2011                               |                                                   |
| 30 يناير 2011  | طواف نيوزيلندا الكلاسيكي 2011                               | الفائز في التصنيف العام                           |
| 15 أبريل 2012  | فولتا كاستيلا ليون 2012                                     | الخامس في تصنيف الجبال                            |
| 29 أبريل 2012  | طواف روماندي 2012                                           | الخامس في تصنيف أفضل شاب                          |
| 13 يناير 2013  | 2013 New Zealand National Road Cycling Championships Men RR |                                                   |
| 27 يناير 2013  | داون أندر 2013                                              | الخامس في تصنيف أفضل شاب                          |
| 25 أغسطس 2013  | يو إس إيه برو تشالنج 2013                                   | الثالث في تصنيف أفضل شاب، الثامن في التصنيف العام |
| 15 أكتوبر 2013 | طواف بكين 2013                                              | الثامن في تصنيف أفضل شاب                          |
| 16 مارس 2014   | باريس-نيس 2014                                              | الثامن في تصنيف أفضل شاب                          |
| 25 يناير 2015  | داون أندر 2015                                              | العاشر في التصنيف العام، الرابع في تصنيف أفضل شاب |
| 22 مايو 2016   | طواف كاليفورنيا 2016                                        | السادس في تصنيف الجبال                            |
| 20 مايو 2017   | طواف كاليفورنيا 2017                                        | الفائز في التصنيف العام                           |
| 01 يناير 2020  | طواف أوقيانوسيا للدراجات 2020                               |                                                   |
| 14 فبراير 2020 | سباق الطريق ضد الساعة للرجال في بطولة نيوزيلندا 2020        |                                                   |
| 16 فبراير 2020 | سباق الطريق للرجال في بطولة نيوزيلندا 2020                  |                                                   |
| 12 أغسطس 2020  | غران بيمونتي 2020                                           | الفائز في التصنيف العام                           |
| 12 فبراير 2021 | سباق الطريق ضد الساعة للرجال في بطولة نيوزيلندا 2021        |                                                   |
| 14 فبراير 2021 | سباق الطريق للرجال في بطولة نيوزيلندا 2021                  | الفائز في التصنيف العام                           |
| 28 يوليو 2022  | 2022 فولتا كاستيلا ليون                                     |                                                   |
| 01 يناير 2023  | سباق الزمن على الطريق للرجال في بطولة نيوزيلندا 2023        |                                                   |

## روابط خارجية
- جورج بينيت على موقع الاتحاد الدولي للدراجات (الإنجليزية)
- جورج بينيت على موقع أرشيف الدراجات (الإنجليزية)
- جورج بينيت على موقع إحصائيات الدراجات الإحترافية (الإنجليزية)
- جورج بينيت على موقع نسبة الدراجات (الإنجليزية)
- جورج بينيت على موقع CycleBase (الإنجليزية)
- جورج بينيت على موقع أوليمبيديا (الإنجليزية)
- جورج بينيت على موقع اللجنة الأولمبية النيوزيلندية (الإنجليزية)